# التون مایو
جرج التون مایو (۲۶ دسامبر ۱۸۸۰ – ۷ سپتامبر ۱۹۴۹) (به انگلیسی: George Elton Mayo) یک روانشناس، پژوهشگر صنعت، جامعه‌شناس و نظریه‌پرداز سازمانیِ زادهٔ استرالیا بود. مایو به‌طور رسمی در دانشگاه آدلاید آموزش دید، مدرک کارشناسی‌اش را با نمرهٔ ممتاز در رشتهٔ فلسفه و روانشناسی به دست آورد؛ وی سپس مدرک کارشناسی ارشد افتخاری خود را نیز از دانشگاه کوئینزلند دریافت کرد.
مایو هنگامی که در کوئینزلند بود، در کمیتهٔ جنگ دانشگاه خدمت کرد و پژوهش‌های پیشگامانه‌ای را در خصوص درمان و روانکاوی سربازان مبتلا به اختلال روحی در اثر صدای انفجار (shell-shock) به عمل آورد. مایو به عنوان یک روانشناس، به همراه یک پزشک اهل بریزبن، معمولاً به سربازانی که از جنگ جهانی اول بازمی‌گشتند، کمک می‌کرد تا از استرس‌های جنگ رها شوند؛ وی از پیشگامان درمان روانکاوی اختلال روحی ناشی از صدای انفجار بود و آزمایش‌های آسیب‌شناسی روانی به عمل می‌آورد. وی بین سال‌های ۱۹۱۱ و ۱۹۲۲، در دانشگاه کوئینزلند به سخنرانی در خصوص روانشناسی و فلسفهٔ روانی مشغول بود و سپس به ایالات متحده مهاجرت کرد. وی در ۱۹۲۶، به عنوان استاد پژوهش صنعتی در مدرسه کسب‌وکار هاروارد منصوب شد.
التون مایو در فیلادلفیا بر روی یک کارخانهٔ نساجی پژوهش‌هایی را به عمل آورد تا بتواند روشی را برای کاهش آمار بسیار بالای گردش نیروی کار در آن کارخانه ایجاد کند. همکاری التون مایو با مطالعات مربوط به اثر هاثورن و هم‌چنین، پژوهش‌ها و آثارش در استرالیا، وی را در میان اندک دانشمندان اجتماعی زمان خود قرار داد که تحسین عمومی را برانگیخته بودند.
مایو را به عنوان دانشمندی می‌شناسند که کمک‌های قابل توجهی را به‌شماری از رشته‌ها از جمله مدیریت کسب و کار، جامعه‌شناسی صنعتی، فلسفه، و روانشناسی اجتماعی ارائه داده‌است. پژوهش‌های میدانی وی در صنعت تأثیر قابل توجهی بر روانشناسی صنعتی و سازمانی داشت. به گفتهٔ دیوید تراهر، مایو «از این جهت شهرت دارد که با توجه عمیق به مشکلات انسانی، اجتماعی، و سیاسی تمدن صنعتی، نوعی از مطالعه علمی را بنا نهاد که امروزه به آن رفتار سازمانی گفته می‌شود.»
آثار و تلاش‌های التون مایو به پایه‌ریزی جنبش روابط انسانی کمک کردند. وی بر این نکته تأکید داشت که در کنار سازمانی رسمی یک محیط کار صنعتی، یک ساختار سازمانی غیررسمی نیز وجود دارد. مایو «بی‌کفایتی رویکردهای مدیریت علمی موجود» را در خصوص سازمان‌های صنعتی پذیرفت، و بر اهمیت روابط میان آدم‌هایی که برای چنین سازمان‌هایی کار می‌کنند، تأکید کرد. ایده‌های مایو در خصوص روابط گروهی در کتاب وی در ۱۹۳۳ تحت عنوان مشکلات انسانی یک تمدن صنعتی پیشرفته‌تر شدند – این کتاب تا حدودی بر اساس پژوهش‌های‌اش در خصوص اثر هاثورن تألیف شد.

#### سنین جوانی و تحصیل
التون مایو بزرگ‌ترین پسر جرج جیبس مایو، یک طراح و بعدها یک مهندس عمران، و همسرش، هنریتا مری مایو بود. پدربزرگ‌اش، جرج مایو (۱۸۹۴– ۱۸۰۷)، یک پزشک حرفه‌ای و مشهور در جنوب استرالیا بود. التون در مدرسه‌های متعددی در استرالیا شرکت کرد (مدرسهٔ کویینز، کالج سنت پیتر، و دانشگاه آدلاید) و پس از ۱۹۰۱، در ادینبرا و لندن وارد مدرسهٔ پزشکی شد – البته، وی هیچ‌یک از دوره‌ها را تکمیل نکرد. وی در ۱۹۰۳ به آفریقای غربی رفت، و پس از بازگشت به لندن، به نگارش مقاله‌هایی برای نشریه‌ها و آموزش انگلیسی در ورکینگ منز کالج پرداخت. وی در ۱۹۰۵ برای شراکت در یک مؤسسهٔ چاپ و انتشارات جی. اچ. شرینگ به آدلاید بازگشت، ولی در ۱۹۰۷ به منظور مطالعه در خصوص فلسفه و روانشناسی زیر نظر ویلیام میچل به دانشگاه برگشت. وی جایزهٔ رابی فلچر در روانشناسی را از آن خود کرد، و با نمرهٔ ممتاز فارغ‌التحصیل شد؛ وی به خاطر مطالعات علمی‌اش، جایزهٔ دانشمند پژوهشگر، دیوید مورای، را نیز به خود اختصاص داد. التون مایو در ۱۹۱۱ به عنوان مدرس و سخنران در رشتهٔ فلسفهٔ روانی و اخلاقی در دانشگاه جدید کویینزلند مشغول به کار شد و بین سال‌های ۱۹۱۹ تا ۱۹۲۳ نخستین کرسی فلسفهٔ آن دانشگاه را از آن خود کرد. وی به دانشگاه پنسیلوانیا نقل مکان کرد، ولی نیمهٔ دوم عمر حرفه‌ای خود را در مدرسهٔ کسب‌وکار هاروارد (۱۹۴۷ – ۱۹۲۶) سپری کرد؛ جایی که وی به عنوان استاد پژوهش‌های صنعتی به کار خود ادامه داد.
هنگامی که التون مایو در دانشگاه کوئینزلند بود، دو عامل بر زندگی حرفه‌ای وی تأثیر گذاشتند؛ نخست، دوستی مایو با انسان‌شناس اجتماعی، برانیسلاف مالینوفسکی، و دیگری تلاش‌های‌اش در موارد اختلالات روحی ناشی از صدای انفجار در سربازانی که از جنگ جهانی اول بازگشته بودند. مالینوفسکی برای نخستین بار، مایو را دررفت و آمدهای‌اش به جزایر تروبریاند ملاقات کرد. آن‌ها به دوستان نزدیک یکدیگر تبدیل شدند و تا مرگ مالینوفسکی در ۱۹۴۲ مرتباً با یکدیگر ملاقات می‌کردند. تلاش‌های مایو در خصوص درمان سربازان مبتلا به اختلال روحی ناشی از صدای انفجار به تقویت علائق وی در روان‌شناسی بالینی و افزایش مهارت‌های‌اش در روان‌درمانی منجر شدند. از این نظر، وی به شدت تحت تأثیر مطالعات مربوط به هیستری و آثار روان‌پزشک فرانسوی، پیر ژانه، قرار گرفت؛ پیر ژانه از منتقدان زیگموند فروید بود. مایو تا پایان زندگی حرفه‌ای‌اش، یک روان‌درمانگر فعال بود و این تجربهٔ عملی تأثیر مهمی بر آثار نظری و روش‌شناختی در آمریکا داشت. 